# Der Mann aus Atlantis
Der Mann aus dem Meer (alternativ Der Mann aus Atlantis) ist eine US-amerikanische Fantasy/Science-Fiction-Fernsehserie um Mark Harris, den letzten Überlebenden von Atlantis. Zunächst wurden vier Fernsehfilme produziert, die mit 13 Serienfolgen fortgesetzt wurden. Da die zunehmend unglaubwürdigere Handlung zu rasch sinkenden Zuschauerzahlen führte, wurde die Serie nach nur einer Staffel eingestellt.
Die Erstausstrahlung in den USA erfolgte am 1. März 1977 auf NBC. Die ersten elf Folgen in Deutschland sendete die ARD von November 1982 bis Januar 1983 unter dem Titel Der Mann aus dem Meer. Erst ab September 1988 zeigte der Privatsender RTL Plus die Serie erneut und bis Februar 1989 auch die noch nicht gezeigten weiteren neun Folgen in deutscher Erstausstrahlung. Seither wechselte die Serie mehrmals den Fernsehsender.

## Handlung
Spaziergänger entdecken in der Abenddämmerung am Strand einen bewusstlosen Mann, der offenbar angespült wurde. Er wird ins Krankenhaus gebracht, wo die Ärzte ihm jedoch nicht helfen können. Als sie den bewusstlosen Mann schon fast aufgegeben haben, bittet die zufällig bei der Untersuchung anwesende Meeresbiologin Dr. Elizabeth Merrill darum, den Bewusstlosen untersuchen zu dürfen. Als sie entdeckt, dass der Bewusstlose keine herkömmlichen Lungen hat, kommt ihr die rettende Idee, den Fremden zurück ins Meer zu bringen. Dort angelangt, erwacht der Totgeglaubte zu neuem Leben.
Mark Harris, wie der Gefundene genannt wird, leidet unter Amnesie und kann sich auch nach seiner gesundheitlichen Wiederherstellung nicht daran erinnern, woher er kommt und wieso er anders ist. Er verfügt über Schwimmhäute zwischen den Zehen und Fingern, kann schneller als ein Delfin schwimmen, hat sehr lichtempfindliche Augen und entwickelt Kräfte, die die eines normalen Menschen übersteigen. Allerdings sind die Kräfte vom Wasser abhängig und längere Aufenthalte an Land lassen Mark schwach werden. Das Grundmotiv der Serie ist Marks Suche nach der Wahrheit über seine Herkunft, die aber nie geklärt wird.
Die Regierung der Vereinigten Staaten will sich Marks Besonderheiten zu Nutze machen und überredet ihn, zusammen mit Dr. Merrill und C.W. Crawford verschiedene Aufträge auszuführen. Offiziell arbeiten sie für ein Unterwasser-Forschungslabor mit Hilfe des modernen High-Tech U-Bootes Cetacean. Damit untersuchen sie eine ganze Reihe bizarrer Phänomene, einschließlich von Portalen, die in andere Dimensionen führen. Hinzu kommen Begegnungen mit den unterschiedlichsten Meereskreaturen und Außerirdischen.
Oftmals wiederkehrender Feind des Wesens aus Atlantis ist der beleibte Millionär Mr. Schubert, der ein außergewöhnliches Interesse an ihm entwickelt.

## Besetzung
| Figur                 | Darsteller            | Synchronsprecher |
| --------------------- | --------------------- | ---------------- |
| Mark Harris           | Patrick Duffy         | Helmut Zierl     |
| Dr. Elizabeth Merrill | Belinda Montgomery    | Monika Gabriel   |
| C.W. Crawford         | Alan Fudge            | Lutz Mackensy    |
| Dr. Miller Simon      | Kenneth Tigar         | Jens Kersten     |
| Jomo                  | Dick Anthony Williams | Michael Harck    |
| Chuey                 | J.Victor Lopez        |                  |
| Jane                  | Jean Marie Hon        |                  |
| Allen                 | Anson Downes          |                  |
| Mr. Schubert          | Victor Buono          | Wolfgang Völz    |
| Brent                 | Robert Cussier        | Horst Stark      |

## Serienfolgen

### Fernsehfilme
| Nr. (ges.) | Nr. (St.) | Deutscher Titel                    | Originaltitel         | Erstausstrahlung USA | Deutschsprachige Erstausstrahlung (DE) |
| --- | --------- | ---------------------------------- | --------------------- | -------------------- | -------------------------------------- |
| 1 | 1         | Der Fremde Das unbekannte U-Boot   | The Man from Atlantis | 4. März 1977         | –                                      |
| (Der Fremde) Nach einem Sturm wird ein Mann an den Strand gespült. Die Meeresbiologin Dr. Elizabeth Merill bringt ihn wieder zurück ins Meer. Dort beginnt der scheinbar Tote wieder zu atmen. Der Fremde verfügt über erstaunliche Fähigkeiten. (Das unbekannte U-Boot) Mark sucht ein vermisstes U-Boot. Dabei entdeckt er auf dem Meeresboden eine riesige Unterwasserstation. Schubert hat dieses submarine Imperium aufgebaut. Er will neuen Lebensraum schaffen und den wasseratmenden Menschen erforschen. Dabei arbeitet er allerdings mit üblen Tricks. |           |                                    |                       |                      |                                        |
| 2 | 2         | Tödliche Kundschafter Marks Heimat | The Death Scouts      | 7. Mai 1977          | –                                      |
| (Tödliche Kundschafter) Mark verfolgt zwei an den Strand gespülte Meeresmenschen. Diese haben den Auftrag, die Marine auszuspionieren. Die beiden verteilen lebensgefährliche Stromschläge, wenn man ihnen zu nahe kommt. (Marks Heimat) Mit Fackeln kann die Crew der Ceatacean aggressiven Meeresmenschen Einhalt gebieten. Zur weiteren Beobachtung werden die Fremden in einen Wasserkäfig gesperrt. Seltsamerweise gleichen die Meereswesen einigen vermissten Hobbyanglern.                                                                                |           |                                    |                       |                      |                                        |
| 3 | 3         | Todessporen Die Seuche             | Killer Spores         | 17. Mai 1977         | –                                      |
| (Todessporen) Mark Harris und seine Crew müssen eine ins Meer gestürzte Raumsonde bergen. Von der Sonde aus gelangen kleine grüne Lebewesen an Bord des U-Boots. Die seltsamen außerirdischen Wesen dringen in Marks Gehirn ein. (Die Seuche) Mit einem Hubschrauber kann Mark aus der Wüste gerettet werden. Nach einem erholsamen Bad gewinnt er seinen Verstand wieder. Doch beinahe kommt er zu spät: Die aggressiven Todessporen haben inzwischen die gesamte Bevölkerung befallen.                                                                         |           |                                    |                       |                      |                                        |
| 4 | 4         | Die Verschwundenen                 | The Disappearances    | 20. Juni 1977        | –                                      |
| Elizabeth Meryll wird auf die Insel Felicitos entführt. Dort baut die tyrannische Mary Smith an einer modernen Arche Noah. Elisabeth wird wie andere Wissenschaftler mit dem Wasser einer Mineralquelle gefügig gemacht. Doch in Gestalt von Mark und Simon naht Rettung. |           |                                    |                       |                      |                                        |

### Staffel 1
| Nr. (ges.) | Nr. (St.) | Deutscher Titel            | Originaltitel               | Erstausstrahlung USA | Deutschsprachige Erstausstrahlung (DE) |
| --- | --------- | -------------------------- | --------------------------- | -------------------- | -------------------------------------- |
| 5 | 1         | Die große Schmelze         | Melt Down                   | –                    | –                                      |
| Die Welt wird von riesigen Überschwemmungen heimgesucht. Mark entdeckt, dass der Verbrecher Schubert mit Mikrowellen die polaren Eiskappen schmilzt. Notgedrungen geht Mark auf Schuberts Erpressung ein und liefert sich dem Gangster aus.                                        |           |                            |                             |                      |                                        |
| 6 | 2         | Der Mudworm                | The Mudworm                 | –                    | –                                      |
| Schubert hat ein Unterwassergerät namens „Mudworm“ entwickelt. Es greift vorbeifahrende Schiffe an. Mark gelingt es zunächst, den Mudworm außer Gefecht zu setzen. Doch die Maschine reaktiviert sich und zeigt alle Eigenschaften ihres Schöpfers.                                |           |                            |                             |                      |                                        |
| 7 | 3         | Der Falke                  | Hawk of Mu                  | –                    | –                                      |
| Mark findet in einer ägyptischen Grabkammer eine mysteriöse Vogelskulptur. Im Inneren der Statue befindet sich eine enorme Energiequelle. Schubert will das Artefakt mit allen Mitteln in seinen Besitz bringen.                                                                   |           |                            |                             |                      |                                        |
| 8 | 4         | Das Loch im Meeresgrund    | Giant                       | –                    | –                                      |
| Durch ein rätselhaftes Leck auf dem Meeresgrund werden dem Pazifik Unmengen von Wasser entzogen. Mark untersucht den Fall. Er stößt dabei auf den Taucher Madune, einen kleinen Gauner. Gemeinsam wollen die Männer dem Geheimnis auf die Spur kommen.                             |           |                            |                             |                      |                                        |
| 9 | 5         | Die Geheimwaffe            | Man O’war                   | –                    | –                                      |
| Der Gangster Schubert setzt eine blutrünstige Riesenqualle namens Pupa am Badestrand aus. Schubert fordert Geld für deren Beseitigung. Crawford lässt sich auf den Erpressungsversuch nicht ein: Mark soll die Qualle erledigen.                                                   |           |                            |                             |                      |                                        |
| 10 | 6         | Wildwest in Land’s End     | Shoot-out at Land’s End     | –                    | –                                      |
| Bei einer Erkundungsfahrt wird Mark plötzlich von Schmerzen geschüttelt. Um die Ursache dafür zu suchen, schwimmt er fort und taucht unversehens im Wilden Westen auf. Dort trifft er Cowboy Billy, der ihm ungeheuer ähnlich sieht. Billy betreibt jedoch zwielichtige Geschäfte. |           |                            |                             |                      |                                        |
| 11 | 7         | Fremde Welt unter dem Meer | Crystal Water, Sudden Death | –                    | –                                      |
| Mitten im Meer entdeckt Mark eine gewaltige Energieblase. Er taucht durch diese hinauf in eine fremde Welt, die von kleinen weißen Wesen bevölkert ist. Der skrupellose Schubert ist Mark jedoch gefolgt und hofft auf reiche Beute.                                               |           |                            |                             |                      |                                        |
| 12 | 8         | Sturz in die Vergangenheit | The Naked Montague          | –                    | –                                      |
| Ein Erdbeben spült Mark in das Italien des 16. Jahrhunderts. Er gerät unversehens in die Liebesgeschichte zwischen Romeo und Julia. Allerdings nimmt die Tragödie dank Mark diesmal einen anderen Ausgang.                                                                         |           |                            |                             |                      |                                        |
| 13 | 9         | Freund oder Feind?         | C.W. Hyde                   | –                    | –                                      |
| Die Ceatacean soll einen explosiven Marineroboter vom Meeresboden bergen. Die perfekte Zusammenarbeit des U-Boot-Teams ist diesmal gestört. Durch ein chemisches Experiment verwandelt sich Crawford in einen zwielichtigen Charakter.                                             |           |                            |                             |                      |                                        |
| 14 | 10        | Das See-Ungeheuer          | Scavenger Hunt              | –                    | –                                      |
| Um giftige Metallzylinder zu bergen, schwimmt Mark auf die Südseeinsel Pamun. Dort trifft er auf ein Volk, das einem Seeungeheuer Jungfrauen opfert. Mark entdeckt, dass hinter dem Ungeheuer nur der Gauner Madune steckt, der sich auf diesem Weg einen Harem zugelegt hat.      |           |                            |                             |                      |                                        |
| 15 | 11        | Diabolische Verwandlung    | Imp                         | –                    | –                                      |
| Mobby kommt aus dem Meer und verwandelt alle Menschen in alberne Kindsköpfe. Nur Mark bleibt gegen seine Berührungen immun. Gemeinsam mit dem kindischen Crawford fährt Mobby ins Pentagon, um spaßeshalber einige Atombomben abzufeuern. Die Lage wird ernst.                     |           |                            |                             |                      |                                        |
| 16 | 12        | Der Gangster und die Nixe  | The Siren                   | –                    | –                                      |
| Drei Piraten haben eine Nixe gefangen. Sie setzen ihren betörenden Gesang als Folterinstrument ein. Auf diese Weise wollen sie dem Verteidigungsminister Trevanian militärische Geheimnisse entlocken. Sogar Mark scheint diesmal machtlos zu sein.                                |           |                            |                             |                      |                                        |
| 17 | 13        | Tödlicher Jahrmarkt        | Deadly Carnival             | –                    | –                                      |
| Um zwei Mörder zu überführen, verwandelt sich Mark in einen cleveren Detektiv. Er lässt sich als Unterwasserartist in dem gleichen Zirkus wie die Täter anstellen. Er will die Gauner auf frischer Tat ertappen.                                                                   |           |                            |                             |                      |                                        |

## Trivia
Der Mann aus dem Meer war die erste US-Fernsehserie, die in der Volksrepublik China gezeigt wurde. Dort lief sie ab 1980 unter dem Titel 大西洋底来的人, was übersetzt „Der Mann vom Grund des Atlantiks“ bedeutet.
Da die Serie wegen geringer Einschaltquoten bald abgesetzt wurde, erhielt Patrick Duffy die Chance, an den Dreharbeiten zur Soap Dallas teilzunehmen, die zu seinem größten Erfolg wurde.